# Amar Sułojew
Amar Sułojew (ros. Амар Сулоев; ur. 7 stycznia 1976 w Kalininie (ob. Taszir) w Armeńskiej SRR, zm. 27 czerwca 2016 w Anapie) – rosyjski zawodnik mieszanych sztuk walki (MMA) oraz kickbokser reprezentujący Rosję w latach 1999-2008. Były zawodnik m.in. M-1 Global, Pride czy UFC. Zawodnik zmarł w wieku 40 lat po długiej walce z rakiem żołądka. 

## MMA
W mieszanych sztukach walki zadebiutował 9 kwietnia 1999 przegrywając na gali M-1 MFC z Andriejem Siemionowem przez poddanie. 27 maja 2000 wygrał prestiżowy brazylijski turniej World Vale Tudo Championship pokonując jednego wieczoru trzech rywali m.in. Siemionowa rewanżując mu się za porażkę rok wcześniej. 11 listopada tego samego roku wygrał turniej M-1 w Petersburgu. Będąc niepokonanym od dwunastu pojedynków pod koniec 2001 związał się z amerykańską organizacją UFC. Stoczył dla niej dwa pojedynki w 2002 roku - oba przegrane, najpierw z Chuckiem Liddellem (11 stycznia), a później z Philem Baronim (10 maja).
Po nieudanym epizodzie w Stanach wrócił do Europy, gdzie w ciągu roku wygrał trzy pojedynki, pokonując m.in. Yushina Okamiego i Paula Cahoona.
31 grudnia 2003 został zaproszony do Japonii na wielką sylwestrową galę sztuk walki Inoki Bom-Ba-Ye organizowaną wspólnie przez wrestlera Antonio Inokiego, Pride i K-1. Sułojew wygrał swój pojedynek ciężko nokautując Dina Thomasa pod koniec 1. rundy. Dobry występ zaowocował związaniem się z ówcześnie największą na świecie Japońską organizacją jaką było PRIDE. W latach 2004–2006 stoczył dla niej cztery pojedynki notując bilans 2-2, pokonując mistrza świata ADCC Deana Listera oraz byłego mistrza UFC Murilo Bustamante, a przegrywając z Paulo Filho i Denisem Kangiem.
W 2007 walczył głównie w Rosji na galach M-1 i BogodFIGHT, gdzie uzyskał dwie wygrane i jedną porażkę (z Chaelem Sonnenem). Ostatnią walkę w karierze stoczył 3 kwietnia 2008 przeciwko Polakowi Jackowi Buczce. Sułojew wygrał z Buczką przez TKO po czym zakończył karierę zawodniczą i skupił się na trenowaniu zawodników.
W 2013 był podejrzany w sprawie zamachu na posła Nikołaja Niestierienkę, w którym zginęła jedna osoba, a sam Niestierienko został ranny.

## Osiągnięcia
- 2000: World Vale Tudo Championship 11 - 1. miejsce
- 2000: M-1 MFC - World Championship - 1. miejsce
- 2001: 2 Hot 2 Handle - 1.  miejsce

## Upamiętnienie
Na jego cześć nazwana została technika stosowana w sportach walki czyli tzw. suloev stretch.